# NGC 3395
NGC 3395 est une galaxie spirale intermédiaire située dans la constellation du Petit Lion. NGC 3395 a été découverte par l'astronome germano-britannique William Herschel en 1785. Cette galaxie a aussi été observée par l'astronome français Stéphane Javelle le 13 mai 1896 et elle a été inscrite à l'Index Catalogue sous la cote IC 2613.

## Caractéristiques
La classe de luminosité de NGC 3395 est III-IV et elle présente une large raie HI. Elle renferme également des régions d'hydrogène ionisé et c'est aussi une galaxie à sursaut de formation d'étoiles.

### Distance
Sa vitesse par rapport au fond diffus cosmologique est de 1 900 ± 20 km/s, ce qui correspond à une distance de Hubble de 28,02 ± 1,98 Mpc (∼91,4 millions d'al).
À ce jour, 11 mesures non basées sur le décalage vers le rouge (redshift) donnent une distance de 16,618 ± 6,919 Mpc (∼54,2 millions d'al), ce qui est légèrement à l'extérieur des valeurs de la distance de Hubble. Puisque cette galaxie est relativement rapprochée du Groupe local, il est probable que cette valeur soit plus près de la distance réelle de NGC 3395. Notons que c'est avec la valeur moyenne des mesures indépendantes, lorsqu'elles existent, que la base de données NASA/IPAC calcule le diamètre d'une galaxie.

### Luminosité dans l'infrarouge
La luminosité de la galaxie NGC 3395 dans l'infrarouge lointain (de 40 à 400 µm)  est égale à 1,95 × 1010 {\displaystyle L_{\odot }} (1010,29{\displaystyle L_{\odot }}) et sa luminosité totale dans l'infrarouge (de 8 à 1 000 µm) est de 2,63 × 1010 {\displaystyle L_{\odot }} (1010,42{\displaystyle L_{\odot }}).

## Groupe de NGC 3396
NGC 3395 fait partie du groupe de NGC 3396. Ce groupe de galaxies comprend au moins 11 galaxies : NGC 3381, NGC 3395, NGC 3396, NGC 3424, NGC 3430, NGC 3442, UGC 5898, IC 2604, PGC 32631, UGC 5934 et UGC 5990.

### Paire de galaxies et Arp 270
Ensemble, NGC 3395 et NGC 3396 figurent dans l'atlas des galaxies particulières de Halton Arp sous la cote Arp 270 et elles forment une paire de galaxies rapprochées. Au sujet de la paire, Arp écrit : « Notez la forme d'arc des nœuds d'émission ».